# Chasmina pulchra
Chasmina pulchra är en fjärilsart som beskrevs av Walker 1857. Chasmina pulchra ingår i släktet Chasmina och familjen nattflyn. Inga underarter finns listade i Catalogue of Life.